# SOCATA TB
Socata TB je serija enomotornih batno gnanih športnih letal, ki jih je zasnovala francoska Socata v poznih 1970ih. Vse verzije (razen TB9) imajo propeler s konstantnimi vrtljaji. Letala se uporabljajo za športno letenje, VFR in IFR šolanje in drugo. 

## Različice
SOCATA TB-9 Tampico
4-sedežni s 160 konjskim motorjem Lycoming O-320-D2A, ima propeler s fiksnim vpadnim kotom kraka in fiksnim tricikel pristajalnim podvozjem
SOCATA TB-9 Tampico Club
4-sedežna verzija za šolanje
SOCATO TB-9C Tampico Club

SOCATO TB-9 Sprint

SOCATO TB-9 Sprint GT
Izboljšan TB-9 Sprint
SOCATA TB-10 Tobago
4- ali 5-sežni s 180 KM Lycoming O-360-A1AD motorjem in fiksnim pristajalnim podvozjem
SOCATA SB-10 Tobago Privilege

SOCATA SB-10 GT
Izboljšan TB.10 Tobago
SOCATA TB-11
Verzija s 180 KM motorjem
SOCATA TB-15
Predlagana verzija, ki ni bila zgrajena
SOCATA TB-16
Predlagana verzija, ki ni bila zgrajena
SOCATA TB-20 Trinidad
4- ali 5-sežni s 350 KM motorjem in uvlačljivim podvozjem tipa tricikel
SOCATA TB-20 Trinidad Excellence

SOCATA TB-20 C Trinidad
Medcinska in lahka transportna verzija
SOCATA TB-20 GT
Izboljšan TB-20 Trinidad
SOCATA TB-21 Trinidad
250 KM motor
(1985) SOCATA TB-21 Trinidad TC - verzija s 250-konjskim Lycoming TIO540 B1AD in turbopolnilnikom
SOCATA TB-21 Trinidad GT
Izboljšan TB-21 Trinidad TC,
SOCATA TB-30 Epsilon
Vojaški trenažer, ki ni povezan z drugimi letali serije TB
SOCATA TB-31 Omega
Predlagan verzija s turbopropelerskim motorjem, samo en prototip
SOCATA TB-200 Tobago XL
(1991) 5-sedežni s 200 KM motorjem Lycoming IO-360A1B6 in fiksnim tricikel pristajalnim podvozjem
SOCATA TB-200 Tobago XL GT
Izboljšan TB-200 Tobago XL.
SOCATA TB-360 Tangara
Predlagana verzija na podlagi Gulfstream American GA-7 Cougar, ni bila zgrajena

## Specifikacije(TB 10)
Podatki iz Jane's All The World's Aircraft 1982–83
Splošne karakteristike
- Posadka: 1
- Število sedežev: 3–4
- Dolžina: 7,63 m (25 ft 01⁄2 in)
- Razpon kril: 9,76 m (32 ft 01⁄4 in)
- Višina: 3,20 m (10 ft 6 in)
- Površina kril: 11,90 m2 (128,1 sq ft)
- Aeroprofil: RA 16.3
- Vitkost: 8:1
- Teža praznega letala: 670 kg (1477 lb)
- Maks. vzletna teža: 1150 kg (2530 lb)
- Pogon letala: 1 ×  4-valjni zračnohlajeni bencinski protibatni motor Lycoming O-360-A1AD, 134 kW (180 KM)

 Zmogljivost 
- Maks. hitrost: 247 km/h (133 vozlov, 153 mph)
- Potovalna hitrost: 235 km/h (127 vozlov, 146 mph)
- Hitrost porušitve vzgona: 97 km/h (52 vozlov, 60 mph)
- Doseg: 1210 km (653 nmi, 752 milj)
- Višina leta: 3960 m (13000 ft)
- Hitrost vzpenjanja: 4,0 m/s (790 ft/min)